# آن إي. تود
آن إي. تود (بالإنجليزية: Ann E. Todd)‏ هي ممثلة أمريكية، (26 أغسطس 1931 - 7 فبراير 2020) ولدت في دنفر في الولايات المتحدة.

## أعمال

### أفلام
- (1940) بريغهام يونغ
- (1940) كل هذا والجنة أيضا
- (1941) دماء ورمال
- (1941) كم كان واديي مخضرا
- (1942) صف الملوك

## وصلات خارجية
- آن إي. تود على موقع IMDb (الإنجليزية)
- آن إي. تود على موقع ألو سيني (الفرنسية)
- آن إي. تود على موقع أول موفي (الإنجليزية)
- آن إي. تود على موقع قاعدة بيانات الأفلام السويدية (السويدية)
- آن إي. تود على موقع قاعدة بيانات الفيلم (الإنجليزية)
- آن إي. تود على موقع كينوبويسك (الروسية)